# Plectiscus agilis
Plectiscus agilis är en stekelart som först beskrevs av Holmgren 1858.  Plectiscus agilis ingår i släktet Plectiscus och familjen brokparasitsteklar. Arten är reproducerande i Sverige. Inga underarter finns listade i Catalogue of Life.